# Byssoloma spinulosum
Byssoloma spinulosum је врста лишајева из породице Pilocarpaceae. Пронађена у северној провинцији Папуа Нова Гвинеја, 2011. године је описана као нова за науку.